# Schalleria monoceros
Schalleria monoceros är en kvalsterart som beskrevs av Balogh 1962. Schalleria monoceros ingår i släktet Schalleria och familjen Microzetidae. Inga underarter finns listade i Catalogue of Life.